# 遊☆戯☆王ONLINE
遊☆戯☆王ONLINE（ゆうぎおうオンライン）は、遊☆戯☆王ファイブディーズ オフィシャルカードゲームを基にしたOCGオンラインカードゲームである。過去2度仕様変更が行われ2010年3月5日からバージョン3である「遊戯王ONLINE DUEL ACCELERATOR」の正式サービスが開始された。基本プレイ無料。
コナミデジタルエンタテインメントが公式に運用し、ONLINE内での公式戦・大会なども開催されていた。
2012年3月31日にブースターパスの販売終了と2012年10月1日でのサービス終了が発表され、予定通り2012年10月1日午前10時を以てサーバーが停止され、初代遊☆戯☆王ONLINEから続いた7年の歴史に幕を閉じた。

## 概要
プレイヤーは「BOOSTERPASS」を購入し、BOOSTERPASSポイントを貯めてからプレイする。対戦そのものは無料であるがゲーム内でカードを購入する為には1パックごとに必要な分のBOOSTERPASSポイントを消費する。それを元にデッキを構築していくことになる。
「BOOSTERPASS」は、初回使用時にテーマデッキを2回目以降1パック固定の6枚からランダムに1枚カードを取得できる。
また旧仕様の物として「新DUELPASS」、固定の5枚からランダムに1枚カードを取得することができ、30回デュエルができる「Phase1」から「Phase6」がある。
「BOOSTERPASS」「新DUELPASS」と「Phase1」から「Phase6」は小売店やコナミの通販サイト「コナミスタイル」で購入する。また、その他の購入手段としてゲーム内のパックからランダムで5枚カードを取得できる「BOOSTERPASS150」が存在し遊戯王ONLINEサイト上からクレジットカードやWebMoneyで購入する。更に2010年12月からはドコモ限定ではあるが携帯電話からも購入が可能となった。
遊戯王ONLINE独自の禁止・制限カードリストが採用され、ルールはOCGでも採用されている新エキスパートルールに対応している。

## イベント
デュエリスト・トライアル、ガンスリング、エヴォリューション・マッチの3つは1週間間隔のローテーションで、金曜日から翌週の木曜日にかけて定時間、数回に渡り開催されている。CHAMPIONSHIP、アニバーサリートライアル、アルティメット・マッチは特定の時期にのみ開催される。詳細は後述。
イベントでは通常パックでは手に入らないカードを手に入れることができ、主にOCGで雑誌やゲームの付録カードとして登場したカードが実装されている。

### デュエリスト・トライアル
シングル戦。4時間で何勝できるかを競い4勝と5勝の倍数になったときにはイベントカードの購入権を手に入れることができる。デュエリスト・トライアルに参加するには、料金を支払う必要がある。

### ガンスリング
シングル戦。4時間で何連勝できるかを競い5～7連勝した際にイベントカードの購入権を手に入れることができる。ただ勝てば良いデュエリスト・トライアルと異なり連勝することが求められるためガンスリングのイベントカードは発行枚数が少なくレアリティは高くなる。ガンスリングに参加するには、料金を支払う必要がある。

### エヴォリューション・マッチ
マッチ戦。4時間で星を何個獲得できるかを競い10個ごとにイベントカードの購入権を手に入れることができる。エヴォリューション・マッチに参加するには、料金を支払う必要がある。

### CHAMPIONSHIP
毎年春、夏、冬の3回開催される世界大会。上位入賞者にはイベントカードと称号が与えられる。CHAMPIONSHIPに参加するには、料金を支払う必要がある。

### アニバーサリートライアル
シングル戦。一周年記念で開催された。10勝ごとに初期のガンスリングカードが賞品カードとして手に入れることが出来た。

### アニバーサリートライアル50
シングル戦。アカウント登録数200万突破記念で開催された。未実装カード一枚と過去のデュエリスト・トライアルやガンスリングのイベントカードが主な賞品カードとなった。

### アニバーサリートライアル100
シングル戦。遊戯王ONLINE DUEL ACCELERATOR一周年記念で開催された。未実装カード一枚と過去のデュエリスト・トライアル、ガンスリング、エヴォリューション・マッチ、アルティメット・マッチのイベントカードが主な賞品カードとなった。アニバーサリートライアル100に参加するには、料金を支払う必要がある。

### アルティメット・マッチ
マッチ戦。未実装カードの他、CHAMPIONSHIPの賞品カードが景品となっており、星の数10個ごとに手に入れることができる。アルティメット・マッチに参加するには、料金を支払う必要がある。

## 雑賀の隠れ家
「BOOSTERPASS」を購入することで手に入るBOOSTERPASSポイントで様々なものを購入することができる。購入可能なものに通常のブースターパック、ストラクチャーセット、イベントで勝つ事で購入権を得られるスペシャルパック、アバターアイテム、カードプロテクター等。
またBOOSTERPASSポイントを消費してカードをレンタルする事もできる。

## CPU戦
武藤遊戯や遊城十代といった漫画やアニメのキャラクターや遊戯王ONLINEのオリジナルNPCとデュエルすることができる。何度もデュエルすることによって友好度が上がり、ある一定の友好度まで上がったらデッキレシピ、アバターアイテム、様々なカードを手に入れることができる。特定のキャラとのデュエルを重ねなければデュエルができないキャラも存在する。

### DUEL EVOLUTION
遊☆戯☆王デュエルモンスターズより
- 闇遊戯
- 真崎 杏子（天使族デッキ）
- 海馬瀬人
- 城之内克也
- 闇バクラ
- 闇マリク（エクトプラズマーデッキ、ラーの翼神竜を使用したアンデットデッキ）

遊☆戯☆王デュエルモンスターズGXより
- 遊城十代（E・HEROデッキ）
- 天上院明日香
- 万丈目準（VWXYZデッキ、アームド・ドラゴンデッキ、おジャマデッキ）
- ヨハン・アンデルセン（宝玉獣デッキ）
- ヘルカイザー亮 （サイバーデッキ、裏サイバーデッキ、両種の混合デッキ）
- エド・フェニックス（D-HEROデッキ）

### DUEL ACCELERATOR
遊☆戯☆王デュエルモンスターズより
- 闇遊戯
- 海馬瀬人
- 城之内克也
- 孔雀舞（プレミアム期間中のみ対戦可能）
- キース・ハワード（プレミアム期間中のみ対戦可能）
- ペガサス・Ｊ・クロフォード（プレミアム期間中のみ対戦可能）
- 闇バクラ（プレミアム期間中のみ対戦可能）
- 闇マリク（プレミアム期間中のみ対戦可能）
- 武藤遊戯（プレミアム期間中のみ対戦可能）

遊☆戯☆王デュエルモンスターズGXより
- 遊城十代
- 万丈目準
- 天上院明日香
- 丸藤翔（プレミアム期間中のみ対戦可能）
- ヘルカイザー（プレミアム期間中のみ対戦可能）
- クロノス・デ・メディチ（プレミアム期間中のみ対戦可能）
- エド・フェニックス（プレミアム期間中のみ対戦可能）
- ヨハン・アンデルセン（プレミアム期間中のみ対戦可能）

遊☆戯☆王5D'sより
- 不動遊星
- ジャック・アトラス
- 十六夜アキ
- 龍亞（プレミアム期間中のみ対戦可能）
- 龍可（プレミアム期間中のみ対戦可能）
- クロウ・ホーガン（プレミアム期間中のみ対戦可能）
- カーリー渚（プレミアム期間中のみ対戦可能）
- 鬼柳京介（プレミアム期間中のみ対戦可能）

## BOOSTERPASS
遊戯王オンラインをプレイする上で必要なブースターポイントを補充するためのカード。
| ブースターパス名       | 発売日         | その他 |
| ---------------------- | -------------- | ------ |
| STARDUST RISING        | 2010年3月6日   | -      |
| DARK NECROMANCER       | 2010年7月17日  | -      |
| THE LEGEND OF ENDYMION | 2010年10月16日 | -      |
| WARRIOR'S BURST        | 2011年1月15日  | -      |
| MACHINA'S REVENGE      | 2011年3月19日  | -      |
| DRAGUNITY STORM        | 2011年6月18日  | -      |

## DUELPASS
旧仕様のBOOSTERPASS。遊戯王オンラインをプレイする上で必要なデュエルパスポイントを補充するためのカード。2009年9月11日から一定の期間デュエルパスキャンペーンが実施され、期間中に対象のデュエルパス(Phase7以降)をゲーム内でデュエルパスコードを入力することで、通常もらえる6種類の特典カードに加え、デュエルパスのテーマに応じたカードを6種類中1枚ランダムでもらうことができた。
| フェイズ・デュエルパス名         | 発売日         | その他 |
| -------------------------------- | -------------- | ------ |
| Phase1                           | 2005年4月11日  | -      |
| Phase2                           | 2005年10月13日 | -      |
| Phase3                           | 2005年12月29日 | -      |
| Phase4                           | 2006年4月20日  | -      |
| Phase5                           | 2006年7月27日  | -      |
| Phase6                           | 2006年10月26日 | -      |
| Phase7 / E･HERO EVOLUTION DECK   | 2007年1月11日  | -      |
| Phase8 / SPELLCASTER'S UNITY     | 2007年4月21日  | -      |
| Phase9 / THE LOST GUARDIAN       | 2007年7月21日  | -      |
| Phase10 / LEGEND OJAMASTER       | 2007年10月20日 | -      |
| Phase11 / DINOSAUR'S ROAR        | 2008年1月19日  | -      |
| Phase12 / RAINBOW EXPLOSION      | 2008年4月19日  | -      |
| Phase13 / DIVINE JUDGMENT        | 2008年7月19日  | -      |
| Phase14 / ABSOLUTE DARKNESS      | 2008年10月18日 | -      |
| Phase15 / DRAGON'S DOMINION      | 2009年1月17日  | -      |
| Phase16 / ADVENT OF THE EMPERORS | 2009年4月18日  | -      |
| Phase17 / ULTIMATE SELECTION     | 2009年7月18日  | -      |

### 特殊なデュエルパス
書籍付録やゲームのパックパッケージに添付された特殊なデュエルパス
北米版SHONEN JUMP付録デュエルパス
北米版SHONEN JUMP 2005年5月号付録とビギナーズパック2005に添付されたデュエルパス。デュエルパスポイントが30PとMPが10P入手でき、通常とは違う「真紅眼の黒竜」のカードが入手できる。このカードは通称「USA」と呼ばれ、トレードでも高いレートで取引されている。
Vジャンプ付録デュエルパス
Vジャンプ2005年11月号(9月21日発売)付録のデュエルパス。デュエルパスポイントが10PとMPが3P入手でき、通常とは違う「レッドアイズ・ブラックメタルドラゴン」のカードが入手できる。このカードは通称「VJ」と呼ばれ、トレードでも高いレートで取引されている。